# Grand Hotel (film)
Grand Hotel är en dramafilm från 1932 i regi av Edmund Goulding. Filmen är baserad på Vicki Baums roman och senare pjäs Menschen im Hotel. Grand Hotel är en ensemblefilm med många av tidens stora stjärnor, som Greta Garbo och John Barrymore. Filmen vann en Oscar för bästa film. 

## Rollista i urval
- Greta Garbo - Grusinskaya, dansare
- John Barrymore - Baron Felix von Geigern
- Joan Crawford - Flaemmchen, stenograf
- Wallace Beery - Preysing
- Lionel Barrymore - Otto Kringelein
- Lewis Stone - Dr. Otternschlag
- Jean Hersholt - Senf
- Robert McWade - Meierheim
- Purnell Pratt - Zinnowitz
- Ferdinand Gottschalk - Pimenov
- Rafaela Ottiano - Suzette
- Morgan Wallace - chaufför
- Tully Marshall - Gerstenkorn
- Frank Conroy - Rohna
- Murray Kinnell - Schweimann
- Edwin Maxwell - Dr. Waitz
- Allen Jenkins - kökspersonal på hotellet